# Svenska flottans långresor

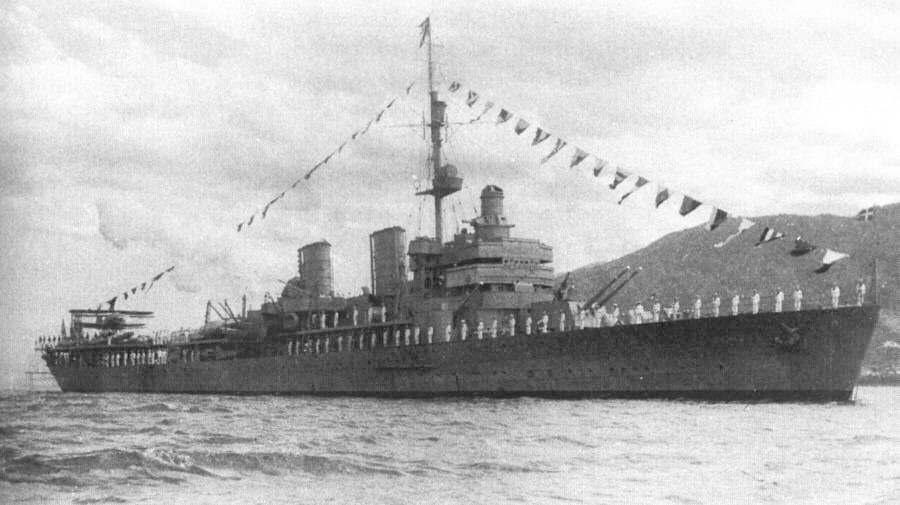
HMS Gotland.

Svenska flottans långresor, under senare tid även benämnda utbildningsexpeditioner, är längre expeditioner i utrikes farvatten med flottans fartyg.

## Syfte
Huvudsyftet är navigations- och sjömansutbildning till sjöss för svenska marinens officersaspiranter. Ett annat ändamål är att representera Sverige under besöken utomlands.

## Historisk bakgrund
Det praktiska sjömanskapet går inte att studera teoretiskt. Under perioden 1739–1875 krävdes tre års segelerfarenhet utanför Öresund för att befordras till kapten. Detta fick till följd att 66 % av sjöofficerarna hade seglat på utländska fartyg under 1800-talet. Under 1700-talet var antalet sjöofficerare som gått i utländsk tjänst strax över 50 %. År 1838 började traditionen med långresor. Flottan beslutade då att sända ut korvetten Jarramaspå ett års övningsexpedition för att de yngre officerarna skulle slippa ta anställning på civila fartyg för att få sin reglementerade sjötid.

## Traditioner
Utöver de traditioner som vårdas allmänt i flottan, finns det några som främst förekommer på långresefartyget under utbildningsexpedition.

### Debarkering och embarkering avfartygschefensfamilj
I samband med att expeditionen påbörjas är det alltid fartygschefens familj som sist lämnar fartyget. Det omvända gäller när fartyget åter förtöjer i hemmahamnen. Denna ordning innebär ett avsteg från regeln att närvarande honnörsberättigade personer, t.ex. amiraler eller kungliga personer, debarkerar sist vid losskastning respektive embarkerar först vid förtöjning.

### Salut vid avresa och hemkomst
Vid utlöpande från hemmahamnen Karlskrona utväxlas igenkänningssignal med Kungsholms fort enligt 1809 års reglemente, varvid med ett skott avlossas från fartyg för udda månad och två skott för jämn månad.
När långresefartyget löper in efter genomförd utbildningsexpedition avges svensk lösen.

### Träd från långresan
I Kungsholms fort finns en park från 1870-talet i vilken det sedan 1978 har planterats träd som hemförts från flottans expeditioner i utländska farvatten. Fram till 1953 traderades en muntlig tradition att det var en tidigare fästningskommendant som vid en resa till utlandet tagit med sig träd och planterat i parken. Denna historia nedtecknades första gången 1936 av Senta Centervall i boken Av hugenotternas stam : ur en gammal släkts krönika.

### Dop
Enligt urgammal tradition skall sjömän som passerar ekvatorn för första gången till sjöss linjedöpas av Kung Neptun. Befarna sjömän, det vill säga redan döpta, ansvarar för denna ceremoni som kallas att sota för linjen. Passeras endast kräftans vändkrets genomförs ett så kallat nöddop.

### Hemlängtan
En vimpel, kallad hemlängtan, tillverkas i slutet av varje utbildningsexpedition. Den är blågul med en längd som beräknas enligt en formel med ingångsvärden från vissa data om den genomförda expeditionen, bland annat hur länge fartyget varit borta från hemmahamnen. Hemlängtan kan vara flera tiotal meter lång.

## Långresefartyg i modern tid

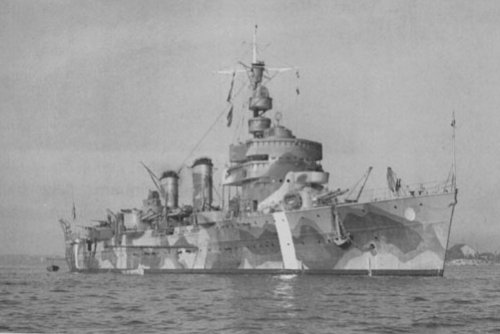
HMS Fylgia.

- HMS Sprengtporten (1768) (fregatt) 1784–1785
- HMS Triton (1779) (kronojakt) 1784–1785
- HMS Falken (1785) (kutter) 1785–1786
- HMS Gåpå (bermudajakt) 1786–1787
- HMS Saint Barthélemy (1785) (bermudajakt) 1787–1788
- HMS Husaren (kutterbrigg) 1797–1800
- HMS Ulla Fersen (1789) (fregatt) 1801
- HMS Jarramas (1759) (fregatt) 1802–1803
- HMS Delphin (1801) (örlogsbrigg) 1815–1816
- HMS Josephine (1834) (fregatt) 1837–1872
- HMS Najaden (1834) (korvett) 1837–1843
- HMS Carlskrona (1841) (korvett) 1844–1846
- HMS Eugenie (fregatt) 1851–1853
- HMS Norrköping (fregatt) 1861–1888
- HMS Vanadis (ångfregatt) 1863–1893
- HMS Gefle (ångkorvett) 1863–1881
- HMS Orädd (ångkorvett) 1866
- HMS Balder (ångkorvett) 1873–1901
- HMS Blenda (kanonbåt) 1877–1878
- HMS Saga (ångkorvett) 1879–1904
- HMS Verdande (kanonbåt) 1880–1882
- HMS Skuld (kanonbåt) 1881
- HMS Urd (1877) (kanonbåt) 1882–1883
- HMS Freja (korvett) 1886–1906
- HMS Thule (pansarskepp) 1895
- HMS Göta (pansarskepp) 1895
- HMS Edda (kanonbåt) 1895
- HMS Svensksund (kanonbåt) 1897–1900
- HMS Oden (1896) (Pansarskepp) 1902
- HMS Dristigheten (pansarskepp) 1906–1922
- HMS Fylgia (pansarkryssare) 1907–1948
- HMS Oscar II (pansarskepp) 1909–1936
- HMS Sigurd 1912
- HMS Thor (Pansarskepp) 1913
- HMS Manligheten (pansarskepp) 1920–1937
- af Chapman (fullriggare) 1924–1937
- HMS Tapperheten (pansarskepp) 1926–1927
- HMS Gustav V (pansarskepp) 1933–1934
- HMS Gotland (flygplanskryssare) 1935–1956
- HMS Mjölner (32) (jagare) 1946
- HMS Mode (29) (jagare) 1947
- HMS Munin (31) (jagare) 1946–1947
- HMS Norrköping (J10) 1948
- HMS Stockholm (J6) 1948
- HMS Sandön (57) (minsvepare) 1949
- HMS Grönskär (60) (minsvepare) 1949
- HMS Örskär (62) (minsvepare) 1949
- HMS Kullen (64) (minsvepare) 1949–1950
- HMS Arholma (53) (minsvepare) 1950
- HMS Bremön (55) (minsvepare) 1950
- HMS Bredskär (59) (minsvepare) 1950
- HMS Älvsnabben (minfartyg) 1953–1980
- HMS Halland (jagare) 1956–1982
- HMS Landsort (minsvepare ) 1957
- HMS Ulvön (minsvepare ) 1957
- HMS Ramskär (minsvepare ) 1957
- HMS Öland (J16) (Jagare) 1961
- HMS Östergötland (J20) (Jagare) 1961
- HMS Carlskrona (minfartyg) 1982–2005
- HMS Falken (segelfartyg) 2006–
- HMS Gladan (segelfartyg) 2009–

## Flottans expeditioner jorden runt
- 1851–1853 HMS Eugenie
- 1883–1885 HMS Vanadis
- 1954–1955 HMS Älvsnabben
- 1966–1967 HMS Älvsnabben
- 1986–1987 HMS Carlskrona
- 1991–1992 HMS Carlskrona
- 1994 HMS Carlskrona
- 2005 HMS Carlskrona

## Expeditioner genom tiderna

### HMS Sprengtporten (1768)1784–1785
- 1784–1785, Johan Puke

### HMS Triton (1779)1784–1785
- 1784–1785, Fänrik Aaron Johan du Bordieu

### HMS Falken (1785)1785–1786
- 1785–1786, Löjtnant Thomas von Rajalin

### HMS Gåpå1786–1787
- 1786–1787, Carl Fredrik Bagge af Söderby

### HMS Saint Barthélemy (1785)1787–1788
- 1787–1788, Hans Peter Blom

### HMS Husaren1797–1800
- 1797–1800, Löjtnant Johannes Pettersén

### HMS Ulla Fersen (1789)1801
- 1801, Kapten Hans Hampus Fallstedt

### HMS Jarramas (1759)1802–1803
- 1802–1803, Kapten Jakob Henrik Hielm

### HMS Delphin (1801)1815–1816
- 1815–1816, Kapten Carl August Burchard Gyllengranat

### HMS Josephine (1834)1837–1872
- 1837–1838
- 1871–1872, Kapten Carl Gustaf von Otter

### HMS Najaden (1834)1837–1843
- 1837–1838
- 1839–1840, Kapten Folke Magnus af Puke
- 1842–1843, Kapten Claes Samuel Annerstedt
- 1847–1848, Kapten Axel Fredrik Palander
- 1849–1850, Kapten Johan Lilliehök af Fårdala
- 1858–1859, Kapten Karl Warberg
- 1860–1861, Kapten Christian Anders Sundin

### HMS Carlskrona (1841)1844–1846
- 1844–1845
- 1845–1846, Erik af Klint

### HMS Eugenie1851–1853
- 1851–1853, Christian Adolf Virgin

### HMS Norrköping (1858)1861–1888
- 1861–1862
- 1871–1872
- 1880
- 1881
- 1884
- 1887
- 1888

### HMS Vanadis1863–1893
- 1863–1864
- 1864–1865
- 1865–1866
- 1867–1868
- 1868–1869
- 1869–1870
- 1872–1873
- 1877–1878
- 1880–1881
- 1882–1883
- 1883–1885, Kommendör O. Lagerberg
- 1886
- 1888
- 1891
- 1892
- 1893

### HMS Gefle1863–1881
- 1863–1864
- 1864–1865
- 1865–1866
- 1866–1867
- 1867–1868
- 1868–1869
- 1869–1870
- 1874–1875
- 1875–1876
- 1876–1877
- 1878–1879
- 1880–1881

### HMS Orädd1866
- 1866

### HMS Balder1873–1901
- 1873–1874, Kommendörkapten Carl Philip Samuel Virgin
- 1875–1876, Kommendörkapten T. Ulner
- 1876–1877
- 1878–1879
- 1879–1880
- 1881–1882, Kommendörkapten A. L. Broberg
- 1884–1885, Kommendörkapten G. von Hedenberg
- 1885, Kommendörkapten O. R. Nordenskjöld (1832–1912)
- 1885–1886, Kommendörkapten G. E. Ulff (1833–1912)
- 1887–1888, Kommendörkapten A. E. Hjelm
- 1894–1895, Kommendörkapten J. R. E. Nilsson
- 1896–1897, Kommendörkapten C. A. M. Hjulhammar
- 1899–1900, Kommendörkapten J. W. L. Sidner
- 1900–1901, Kommendörkapten T. C. A. Sandström

### HMS Blenda1877–1878
- 1877–1878

### HMS Saga1879–1904
- 1879
- 1881
- 1882
- 1883-1
- 1883-2
- 1884
- 1886
- 1887
- 1888–1889
- 1889–1890
- 1892–1893
- 1894
- 1895
- 1896
- 1897
- 1898
- 1899
- 1900
- 1903–1904

### HMS Verdande1880–1882
- 1880
- 1881
- 1882

### HMS Skuld1881
- 1881

### HMS Urd1882–1883
- 1882
- 1883

### HMS Freja1886–1906
- 1886–1887
- 1887–1888
- 1889–1890
- 1890–1891
- 1893–1894
- 1895–1896
- 1897
- 1897–1898
- 1898–1899
- 1901
- 1901–1902
- 1902–1903
- 1903
- 1904–1905
- 1905–1906

### HMS Svensksund1897–1900
- 1897
- 1899
- 1900

### HMS Thule1895
- 1895

### HMS Göta1895
- 1895
- 1897–1898

### HMS Edda1895
- 1885
- 1895

### HMS Dristigheten1906–1922
- 1906
- 1906–1907
- 1908
- 1909
- 1910
- 1912
- 1918–1919
- 1921
- 1922

### HMS Oden1902
- 1902

### HMS Fylgia1907–1948
- 1907, Kommendörkapten Henry Lindberg
- 1907–1908, Kommendörkapten Josef Ekelund
- 1908–1909, Kommendörkapten Hugo Hamilton
- 1909, Kommendörkapten Carl Wachtmeister
- 1910, Kommendörkapten Carl Wachtmeister
- 1911, Kommendörkapten Carl Wachtmeister
- 1912-1, Kommendörkapten Carl Wachtmeister
- 1912-2, Kommendörkapten Carl Wachtmeister
- 1912–1913, Kommendörkapten John Grafström
- 1913–1914, Kommendörkapten Gustaf Lidbeck
- 1914, Kommendörkapten Carl Wachtmeister
- 1919–1920, Kommendörkapten Gunnar Unger
- 1920–1921, Kommendörkapten Edvard Peyron
- 1921–1922, Kommendörkapten Charles de Champs
- 1922–1923, Kommendörkapten Clas Lindström
- 1923, Kommendörkapten Claes Tamm
- 1923–1924, Kommendörkapten Thor Lübeck
- 1924, Kommendörkapten Claes Tamm
- 1924–1925, Kommendörkapten John Eklund
- 1925, Kommendörkapten Nils Åkerblom
- 1925–1926, Kommendörkapten Arvid Hägg
- 1926–1927, Kommendörkapten Daniel Tiselius
- 1927–1928, Kommendörkapten Nils Åkerblom
- 1928, Kommendörkapten John Söderbaum
- 1928–1929, Kommendörkapten Bermark
- 1930–1931, Kommendörkapten Isaac Cassel
- 1931, Kommendörkapten Lave Beck-Friis
- 1931–1932, Kommendörkapten Gustaf Wachtmeister
- 1932, Kommendörkapten Helge Friis
- 1932–1933, Kommendörkapten Flygare
- 1933, Kommendörkapten Ebbe von Arbin
- 1945–1946
- 1946-1, Kommendörkapten Bror Ramel
- 1946-2, Kommendörkapten Bror Ramel
- 1947–1948, Kommendörkapten Ivar Rosensvärd
- 1948, Kommendörkapten Gunnar Fogelberg

### HMS Oscar II1909–1936
- 1909–1910
- 1911–1912
- 1912
- 1929–1930
- 1934
- 1934–1935
- 1935
- 1936

### HMS Sigurd1912
- 1912

### HMS Thor1913
- 1913

### HMS Manligheten1920–1937
- 1920
- 1926
- 1927
- 1937

### af Chapman1924–1937
- 1924, Kommendörkapten Gustaf Wester
- 1925, Kommendörkapten Gustaf Wester
- 1926, Kommendörkapten Gustaf Wachtmeister
- 1927, Kommendörkapten Gustaf Wachtmeister
- 1928, Kommendörkapten Torsten Flygare
- 1929, Kommendörkapten Axel Bergman
- 1930, Kommendörkapten Axel Bergman
- 1931, Kommendörkapten Axel Bergman
- 1932, Kommendörkapten Wilhelm Liliehöök
- 1933, Kommendörkapten Sven Wallin
- 1934, Kommendörkapten Sven Wallin
- 1936, Kommendörkapten Einar Hauffman
- 1937, Kommendörkapten Einar Huffman

### HMS Tapperheten1926–1927
- 1926
- 1927

### HMS Gustav V1933–1934
- 1933–1934

### HMS Gotland1935–1956
- 1935–1936
- 1936–1937
- 1937–1938
- 1938
- 1938–1939
- 1939
- 1946–1947
- 1947
- 1948–1949
- 1949
- 1949–1950
- 1950
- 1951
- 1952
- 1953
- 1955–1956

### HMS Mjölner1946
- 1946

### HMS Mode1947
- 1947

### HMS Munin1946–1947
- 1946
- 1947

### HMS Norrköping1948
- 1948

### HMS Stockholm1948
- 1948

### HMS Sandön1949
- 1949

### HMS Grönskär1949
- 1949

### HMS Örskär1949
- 1949

### HMS Kullen1949
- 1949
- 1950

### HMS Arholma1950
- 1950

### HMS Bremön1950
- 1950

### HMS Bredskär1950
- 1950

### HMS Älvsnabben1953–1980

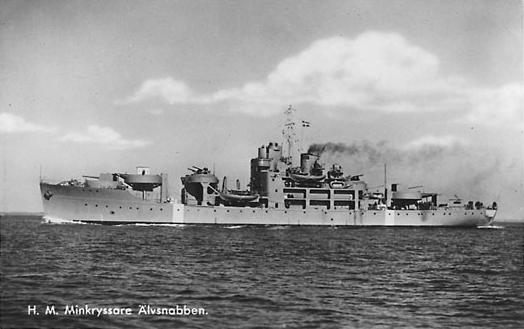
HMS Älvsnabben.

- 1953–1954, Kommendörkapten Oskar Krokstedt
- 1954–1955, Kommendörkapten Willy Edenberg
- 1956
- 1956–1957, Kommendörkapten Anders Nilsson
- 1957, Kommendörkapten 1. gr Bengt Lundvall
- 1957–1958, Fredrik Taube
- 1958
- 1958–1959, Kommendörkapten Gunnar Norström
- 1959–1960, B. Hedlund
- 1961–1962, Kommendörkapten Yngve Rollof
- 1962–1963, Ulf Eklind
- 1963–1964, Kommendörkapten Berggren
- 1964–1965, Kommendörkapten Anders Låftman
- 1965–1966, Kommendörkapten Nils Rydström
- 1966–1967, Kommendörkapten Lennart Lindgren
- 1967–1968, Lennart Ahrén
- 1968–1969, Kommendörkapten Bengt Odin
- 1969–1970, Kommendörkapten Per Broman
- 1970–1971, Kommendörkapten Victor Tornerhjelm
- 1971–1972, Kommendörkapten Torsten Palm
- 1972–1973, Kommendörkapten Rolf Nerpin
- 1973–1974, Kommendörkapten K Ekman
- 1974–1975, Kommendörkapten Tynnerström
- 1975–1976, Kommendörkapten Hellström
- 1976, Kommendörkapten Hellström
- 1976–1977, Kommendörkapten Ulf Samuelsson
- 1977–1978, Kommendörkapten Bertil Daggfeldt
- 1978–1979, Kommendörkapten Roderick Klintebo
- 1979–1980, Kommendörkapten Carl-Gustaf Hammarsköld

### HMS Halland1956–1982
- 1956
- 1967
- 1981, Kommendörkapten Wachtmeister
- 1982, Kommendörkapten Tillberg

### HMS Landsort1957
- 1957

### HMS Ulvön1957
- 1957

### HMS Ramskär1957
- 1957

### HMS Öland1961
- 1961, Kommendörkapten Norinder

### HMS Östergötland1961
- 1961, Kommendörkapten Wickberg

### HMS Carlskrona1982–2005

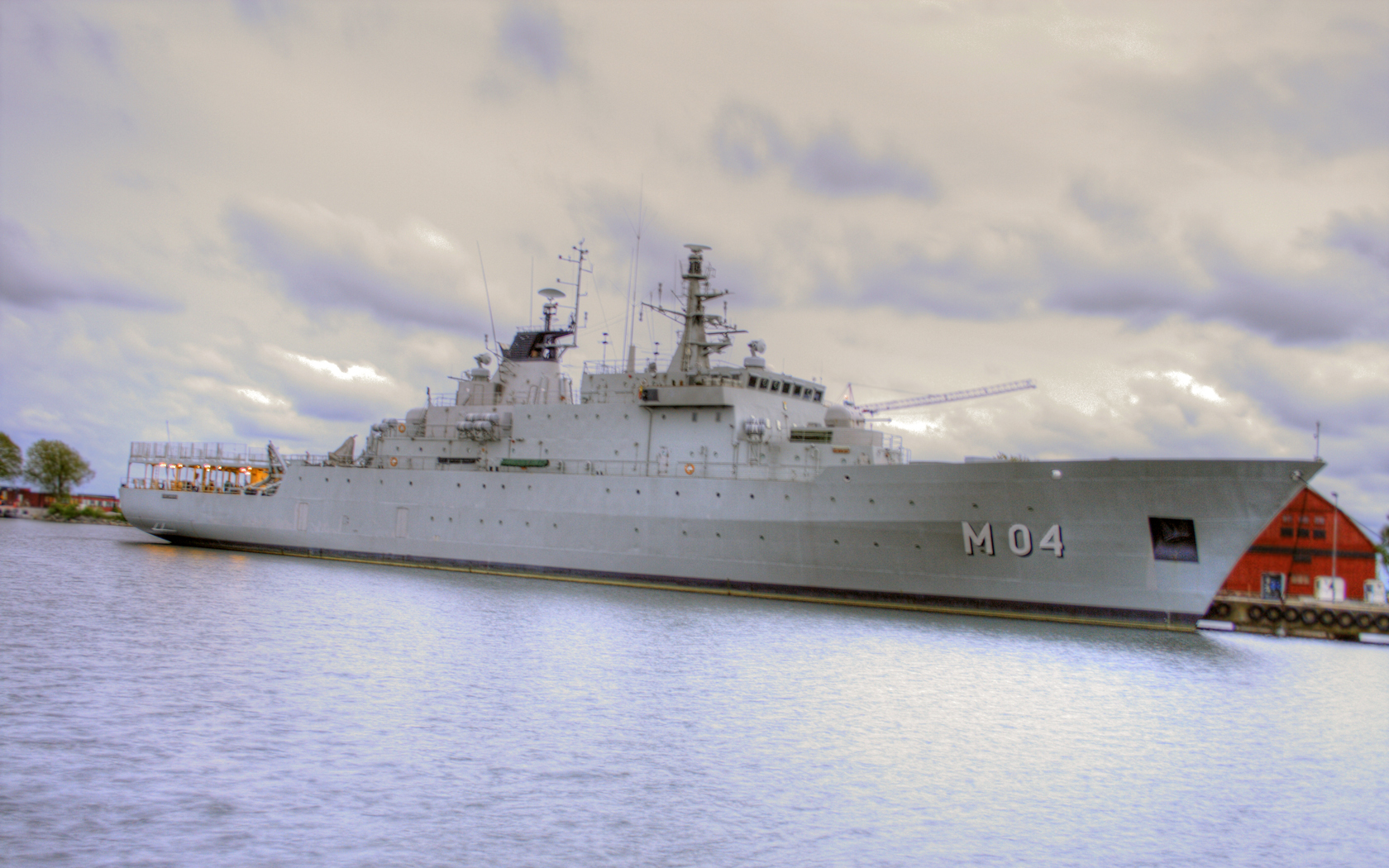
HMS Carlskrona.

- 1982–1983, Kommendörkapten Christer Fredholm
- 1983–1984, Kommendörkapten Lars Thomasson
- 1984–1985, Kommendörkapten Sven Carlsson
- 1985–1986, Kommendörkapten Gustaf af Klint
- 1986–1987, Kommendörkapten Gunnar Rasmusson
- 1987–1988, Kommendörkapten Anders Hallin
- 1988–1989, Kommendörkapten Bengt Ståhl
- 1989–1990, Kommendörkapten Torsten Nilsson
- 1990–1991, Kommendörkapten Rolf Blomqvist
- 1991–1992, Kommendörkapten Carl Gustav Fransén
- 1993, Kommendörkapten Gösta af Klint
- 1994, Kommendörkapten Sten Gattberg
- 1994–1995, Kommendörkapten Ulf Lublin
- 1995–1996, Harald Abrahamson
- 1996–1997, Kommendörkapten Rolf Edwardson
- 1997–1998, Göran Oljeqvist
- 1999, Lennart Stenberg
- 2000, Lennart Stenberg
- 2001, Kommendörkapten Erik Thermaenius
- 2003, Kommendörkapten Erik Thermaenius
- 2004, Kommendörkapten Per Ståhl
- 2005, Kommendörkapten Per Ståhl